# Brownmil·lerita
La brownmil·lerita és un mineral de la classe dels òxids que pertany al subgrup de la brownmil·lerita. El compost artificial va ser anomenat d'aquesta manera l'any 1932 pel Dr. Lorrin Thomas Brownmiller (1902-1990), i el nom va ser transferit al mineral d'origen natural en ser descobert.

## Característiques
La brownmil·lerita és un òxid de fórmula química Ca₂(Al,Fe³⁺)₂O₅. Cristal·litza en el sistema ortoròmbic. Forma una sèrie de solució sòlida amb la srebrodolskita. És un mineral semblant a la shulamitita.
Segons la classificació de Nickel-Strunz, la brownmil·lerita pertany a «04.AB: Òxids amb proporció Metall:Oxigen = 2,1 i 1:1, amb M:O = 1:1 (i fins a 1:1,25); amb cations grans» juntament amb els següents minerals: swedenborgita, srebrodolskita, montroydita, litargiri, romarchita i massicot.

## Formació i jaciments
Va ser descoberta l'any 1964 al volcà Bellerberg, a Ettringen (Eifel, Renània-Palatinat, Alemanya), en blocs de pedra calcària tèrmicament metamorfosejades, incloses en roques volcàniques. Sol trobar-se associada a altres minerals com: wol·lastonita, espinel·la, pirrotina, portlandita, clormayenita, larnita, jennita, jasmundita, grossulària, gehlenita, ettringita, diòpsid, calcita o afwillita.